# オートルート A13
オートルート A13 （Autoroute française A13、高速道路A13号線）は、フランスのオートルートの1つ。

## 概要
イル＝ド＝フランス地域圏西部からセーヌ＝マリティーム県とカルヴァドス県を横切り、セーヌ川西岸沿いにルーアンとカーン、2つの県都を通過する。オルジュヴァルとマント＝ラ＝ジョリー間の1日の平均交通量は10万台である。
2005年4月25日、走行中のバスが道路から転落。日本旅行手配の日本人観光客2人が死亡、13人が重軽傷を負う事故となった。